# O – Sexuelles Verlangen
O – Sexuelles Verlangen (russisch О любви, transkribiert O ljubwi ‚Über die Liebe‘) ist ein russischer Erotikthriller aus dem Jahr 2017 von Wladimir Bortko, der auch für das Drehbuch zuständig war.

## Handlung
Das Ehepaar Nina und Aleksandr („Sascha“) führt ein „normales“ Leben. Noch bei Saschas Mutter wohnhaft, hat es gerade eine eigene Wohnung gekauft. Sascha ist ein junger Sinologieprofessor und hat seine Studentin Nina geheiratet, damit sie ihm als sexueller Ausgleich zu seinem Beruf dient, während er sie durch sein Einkommen mitversorgt. Nina glaubt, ihn zu lieben, bis eines Tages ein Brief, der die überfälligen Ratenzahlungen für die Hypothek der neuen Wohnung anmahnt, ihr Leben in eine neue Bahn lenkt. Aleksandr weist Nina die Schuld zu, ihn nicht an die Zahlung erinnert zu haben, beruhigt sich aber schnell wieder und entschuldigt sich mit Sex bei seiner Frau.
Er erhält bald darauf ein Angebot, als Dolmetscher zwischen dem Bankvorstand (der Bank, über die auch die Hypothek läuft) und einer chinesischen Delegation zu fungieren. Weil er an diesem Tag bereits Führer chinesischer Touristen ist, schickt er Nina, die auch um einen Aufschub des Darlehens bitten soll. Sie kennt den Vorstandsvorsitzenden Sergey sogar von einem kleinen Zwischenfall. Der Tag als Dolmetscherin endet in einer Spielbank und einer Kegelbahn. Nina fühlt sich sehr wohl und Sergey ist von ihrer fröhlichen Erscheinung sehr angetan.
Sergey ist auch verheiratet und Vater eines Sohnes. In seiner Ehe läuft es nicht gut. Seine meiste Zeit steckt er in seinen Beruf und daher fehlt ihm diese für die Familie. Seine Frau ist es satt, sich alleine um den Haushalt und die Erziehung des Sohnes zu kümmern. Einer von Sergeys Kollegen rät ihm zu einer Affäre mit Nina. Sie lässt ihn mit seiner ersten Andeutung allerdings abblitzen.
Aleksandr ist unzufrieden mit seiner Frau, da sie sich immer noch nicht um das Problem mit dem Darlehen gekümmert hat. Sie teilt ihm mit, dass sie die Telefonnummer eines der Banker hat. Ihr Mann wirft ihr vor, in der Angelegenheit untätig zu sein. Nina ruft Sergey an und die beiden treffen sich in einem Hotel, wo sie dinieren und Sergey den Aufschub regelt. Der Banker betont, dass Nina zu keiner Gegenleistung verpflichtet ist, aber sie schläft mit ihm und genießt es. Obwohl es Nina Sergey gegenüber ausgeschlossen hatte, kommt es zu einem zweiten Sextreffen der beiden, ihre gegenseitige Zuneigung wächst.
Als Aleksandr das nächste Mal Sex mit ihr sucht, lehnt Nina ab und meldet lakonisch, dass sie mit jemand anderen geschlafen hat. Alexandr wirft Nina aus der Wohnung, die daraufhin nachts Sergey aus dem Bett klingelt, der zu Hilfe eilt und ihr danach eine Wohnung verschafft. Aleksandr meint zu bemerken, dass sich die Leute an der Uni über ihn belustigen, während Nina sich nicht mit der bloßen Geliebtenrolle zufriedengibt und fleißig bei Sergey anruft, um Unternehmungen mit ihm zu planen. Allerdings drückt er ihre Anrufe auf dem Handy auch weg, sein Zeitplan erlaubt ihm eigentlich nur ein nachmittägliches Treffen in der Woche mit ihr.
Sascha hat Ninas Wohnung ausfindig gemacht und will, dass sie zurückkehrt. Allerdings ist er schon mit ihrer Studienfreundin Larissa zusammen, die auch seine Studentin ist. Nina erzählt Sergey, dass sie Angst bei Saschas Besuch hatte, worauf er ihn nachts zusammenschlagen lässt. Weil sie auch nicht mehr in Saschas Vorlesungen anwesend sein, sondern arbeiten will, kauft Sergey ihr ein Reisebüro. Als Sascha ein Attentat auf Sergey ausübt, geht Nina dazwischen und verhindert auch, dass Sascha von Sergeys Leibwächter erschossen wird.
Sergey führt das Leben mit Familie und Geliebter weiter, seine Frau Tamara hat sich damit arrangiert, Sascha heiratet Larissa, Nina wird schwanger und bekommt ein Kind von Sergey. Zuletzt nimmt sie sich Sascha als Liebhaber, weil sie nun kritischer über „Liebe“ denkt und das tun will, was ihr zusagt. Sie lässt ihn im von ihr bezahlten Hotelzimmer zurück und sich von ihrem wartenden Chauffeur ins Büro fahren.

## Hintergrund
Das Filmbudget lag bei geschätzten 2 Mio. US-Dollar. Gedreht wurde der Film überwiegend in Sankt Petersburg. In Russland feierte er am 23. März 2017 seine Premiere. In Deutschland erfolgte der Start in den Videoverleih am 15. November 2018.

## Rezeption
„Russisches Liebesdrama mit wenigen, dezent bebilderten Erotikszenen und einem für das Herkunftsland ungewöhnlichen Blick auf weibliche Emanzipation in Sachen Gefühlsleben.“

Die Medienhuren schreibt, dass sich der Film „wie Kaugummi zieht und weit weniger ‚Thrill‘ bietet, als es einem versprochen wird.“ Laut dem Urteil handelt es sich um eine Mischung aus 50 Shades of Grey und Pretty Woman. Positiv wird gesehen, dass die „Bildqualität und Abmischung des Tons stimmen“ und die „Synchro durchaus professionell ist und zu gefallen weiß.“ Final wird geurteilt, dass es Filme gibt, „die sagen nichts, die wollen nichts und die sind nichts. Und so einer ist ‚O – Sexuelles Verlangen‘.“